# Râul Pietrele, Cormaia
Râul Pietrele este un curs de apă, afluent al râului Cormaia.

## Hărți
- Harta Munții Rodnei  Arhivat în 22 iulie 2020, la Wayback Machine.
- Harta Munții Rodnei